# Синьска алка

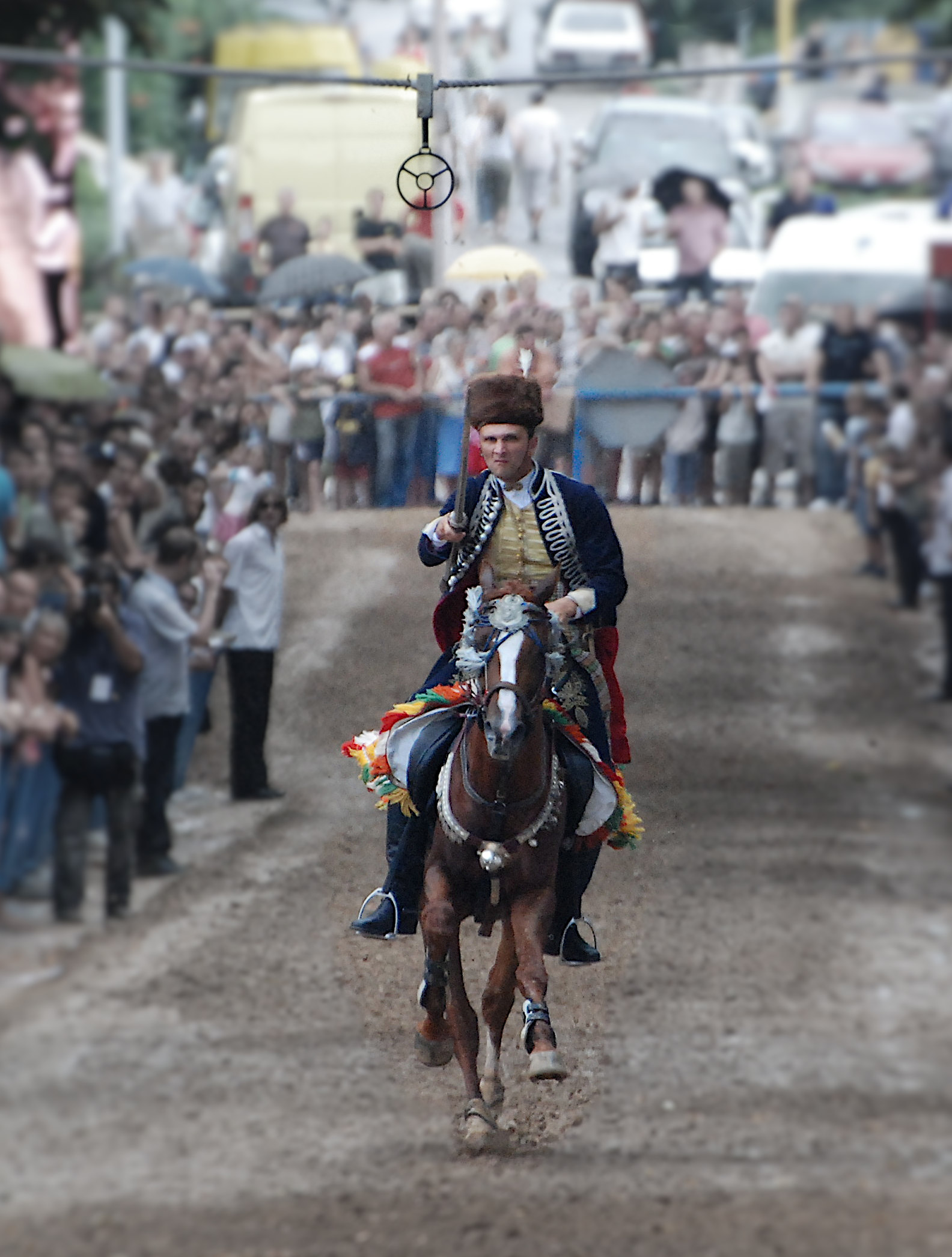
Алкар во время попытки

Очки: нижние секторы — одно очко, верхний — два, центральная зона — 3

Синьска алка (хорв. Sinjska alka) — традиционное конное состязание с элементами фольклорного праздника, проводящееся ежегодно в первое воскресенье августа в хорватском городе Синь. Традиция проведения существует с 1715 года, связана с празднованием победы над турками. Праздник привлекает большое число туристов, в 2010 году включён в Список нематериального культурного наследия человечества ЮНЕСКО.

## Состязание
Участники соревнования должны на полном скаку попасть копьём в подвешенную на веревке металлическую мишень, называемую «алка». Алка состоит из двух соосных окружностей, внутренняя окружность диаметром 35,1 мм и внешняя 131,7 мм. Внешний круг кроме того разделён на три сектора. Алка висит на высоте 3,32 метра над землёй. Участники состязания, которых называют «алкары», скачут галопом под мишенью и стремятся попасть копьём во внутренний круг. Попадание во внутренний круг приносит три очка, в верхний сектор — два и в нижние два сектора — одно. В случае промаха мимо мишени очков не начисляется. Каждый участник имеет три попытки, очки за них суммируются. В случае если два или более алкара имеют после трёх попыток одинаковое количество очков, проходит дополнительный раунд до победы.

## Участники

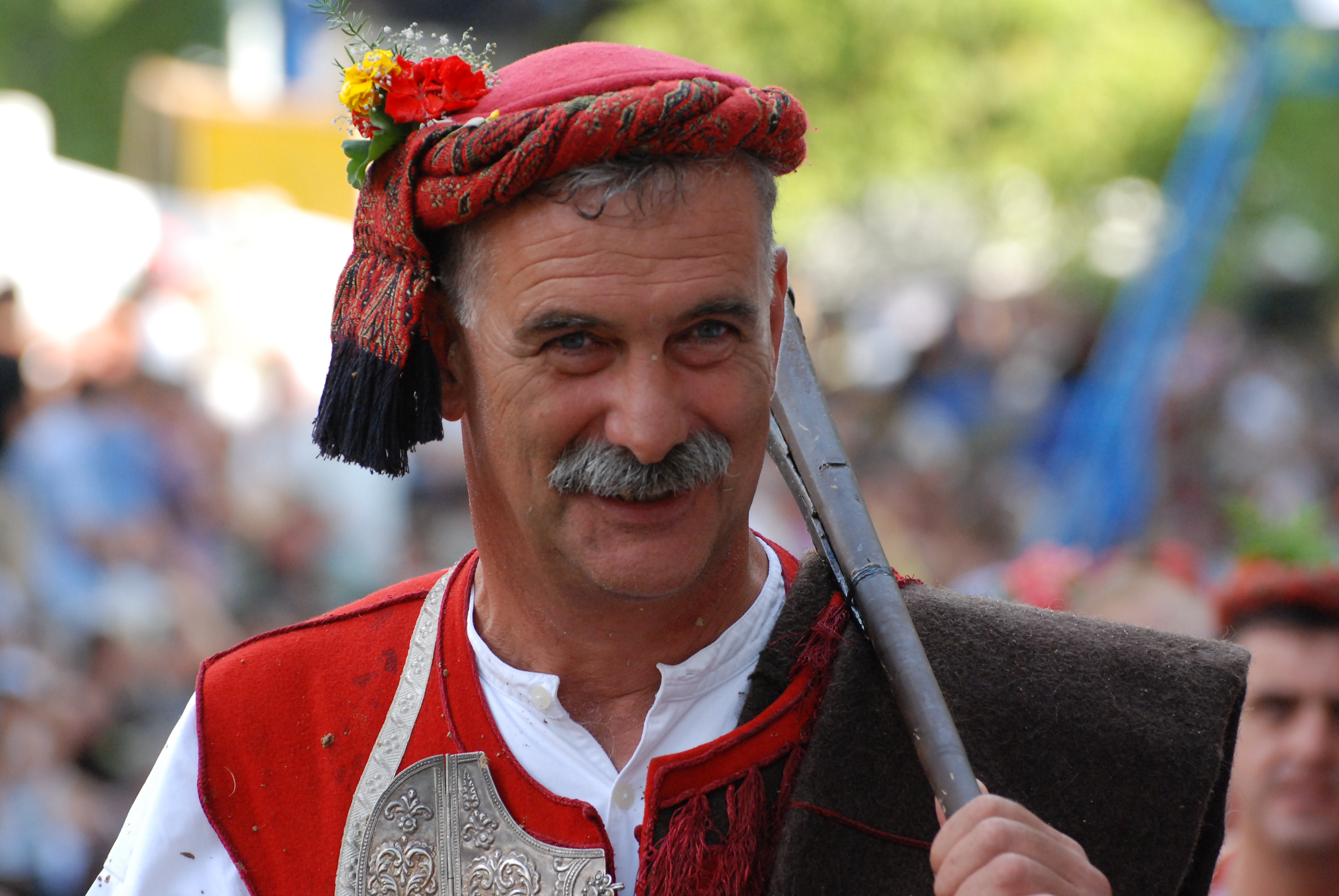
Помощник алкара

Право быть алкаром имеют только мужчины, рождённые в Сине или окрестных деревнях. На каждом турнире выбирается «воевода», церемониальный глава алкаров. Избрание воеводой считается большой честью. Все участники праздника, не только алкары, но и их помощники одеваются во время проведения Синьской алки в традиционные костюмы XVIII века.

## История
Появление Синьской алки связано с народными забавами на праздниках по случаю освобождения от турецкого ига. Дата праздника со временем менялась, иногда Алка проводилась дважды в год, а в 1855 году отложена до октября из-за эпидемии холеры. Только трижды Алка проводилась за пределами Синя, в 1832 году она проходила в Сплите, в 1922 году — в Белграде и в 1946 году — в Загребе. В 1944 году Синьска алка, проводившаяся в усташеском Независимом государстве Хорватия, была подвергнута бомбардировке союзников.
На празднике часто присутствовали высокие гости: в период, когда Хорватия входила в державу Габсбургов (впоследствии Австро-Венгрию) его посещали императоры Франц II и Франц Иосиф I, а также эрцгерцог Франц Карл. В настоящее время на празднике, как правило, ежегодно присутствует президент Хорватии.

## Факты
- Баскетбольная команда города Синь называется Алкар в честь участников праздника.